# Ubuyama
Ubuyama (産山村, Ubuyama-mura) est un village situé dans le district d'Aso (préfecture de Kumamoto), au Japon.